# عزلة بني ساوي (إب)
عزلة بني ساوي هي إحدى عزل مديرية القفر في محافظة إب اليمنية ويبلغ تعداد سكانها 6108 نسمة حسب التعداد السكاني في اليمن لعام 2004.

## روابط خارجية
- الجهاز المركزي للإحصاء بالجمهورية اليمنية
- المركز الوطني للمعلومات باليمن نسخة محفوظة 10 أبريل 2015 على موقع واي باك مشين.
- الدليل الشامل